# Ray Johnson
Ray Edward Johnson (Detroit, 16 ottobre 1927 – Sag Harbor, 13 gennaio 1995) è stato un artista statunitense.
È stato un personaggio chiave nel movimento della Pop Art. Primariamente un collagista, Johnson è stato anche un precoce performer e un artista concettuale. Definito Il più famoso artista sconosciuto di New York, è considerato uno dei padri fondatori della Mail Art e un pioniere dell'uso della lingua scritta nell'arte visuale.